# Arvada (Colorado)
Arvada város az USA Colorado államában, Adams és Jefferson megyében. Lakosainak száma 124 402 fő (2020. április 1.).

## Népesség
A település népességének változása:

| 2010 | 106 433 |
| 2020 | 124 402 |